# Komitat Torna

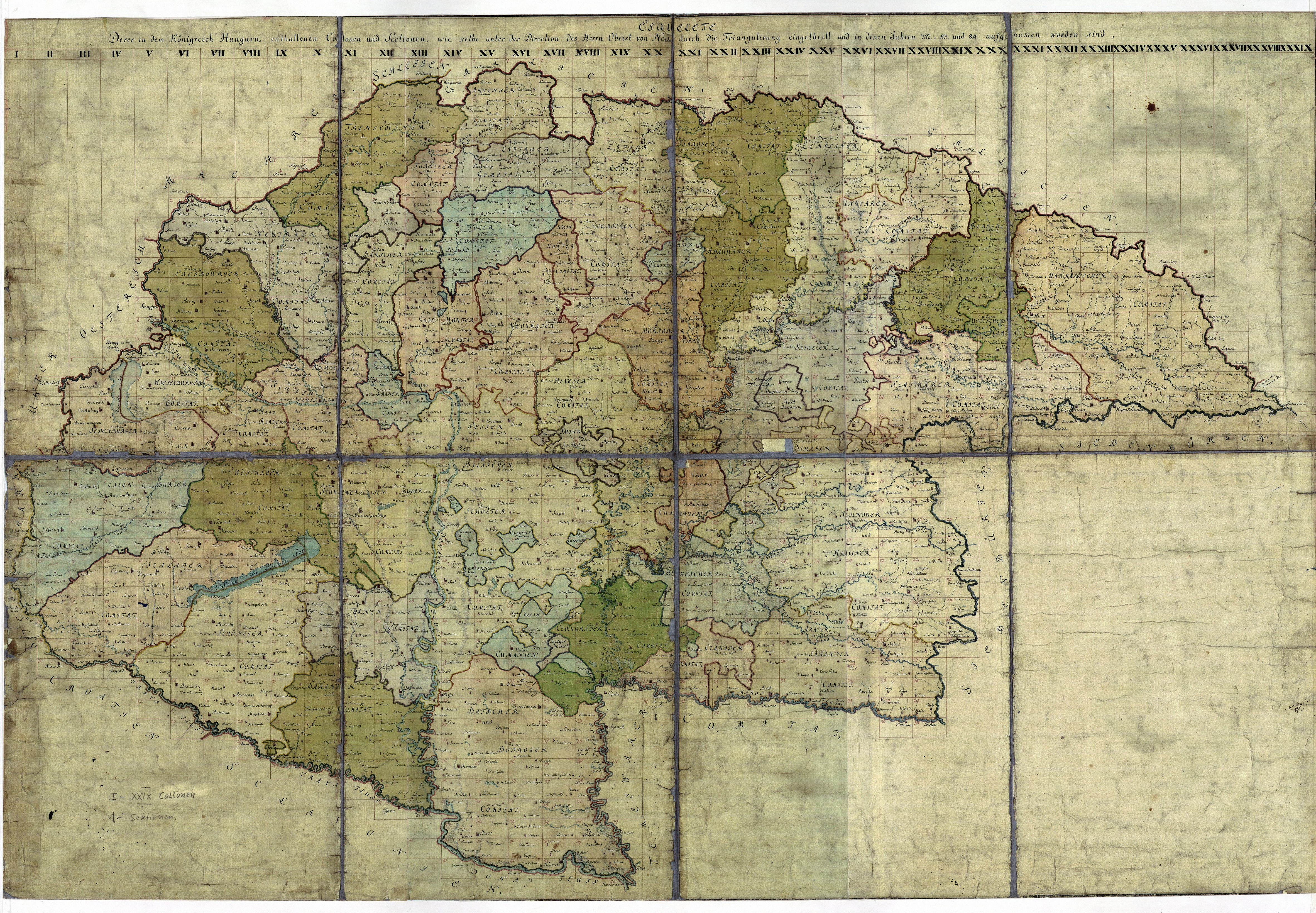
Das Komitat Torna auf der Josephinischen Landesaufnahme. Torna ist das kleine blaue Feld neben dem dunkelgrünen (Komitat Abaúj) rechts oben.

Das Komitat Torna (deutsch selten auch Komitat Tornau, ungarisch Torna vármegye, lateinisch comitatus Tornemsis, slowakisch Turnianska župa) war eine Verwaltungseinheit im Norden des Königreichs Ungarn. Verwaltungssitz war Torna.
Es existierte seit 1250 und wurde 1881 mit dem Komitat Abaúj zum Komitat Abaúj-Torna vereinigt.

## Lage
Es befand sich auf dem südöstlichen Gebiet der heutigen Slowakei und dem heutigen nördlichen Ungarn südwestlich der Stadt Košice. Der slowakische Name Turňa wird jetzt als inoffizielle Bezeichnung für dieses Gebiet verwendet.

## Verwaltungssitz
Verwaltungssitz des Komitates war zunächst auf der Burg Tornau, später dann in der Stadt Torna (deutsch Tornau, heute Turňa nad Bodvou).

## Geschichte
Das ursprünglich sehr großflächige Komitat war eines der ersten in Ungarn, wurde aber im Laufe der Zeit immer mehr auf das Territorium um den Fluss Torna (Turňa, deutsch Turnau) reduziert.

## Galerie

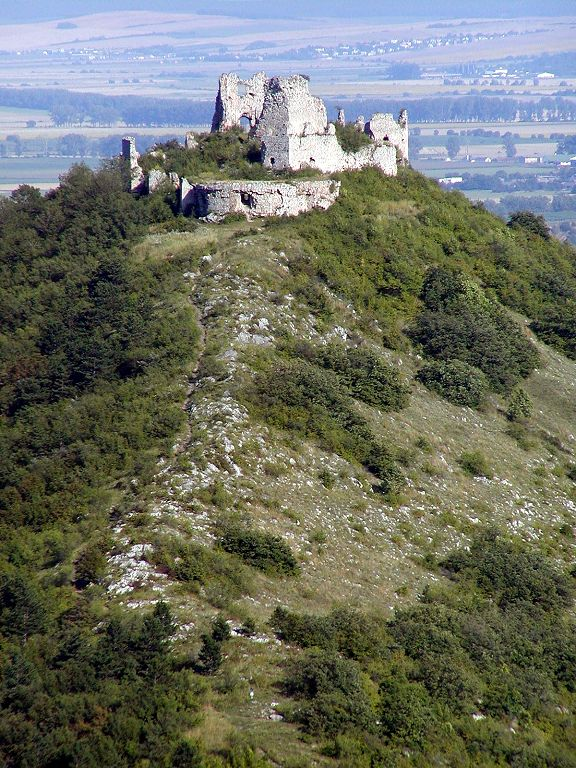
Burg Tornau, früherer Verwaltungssitz
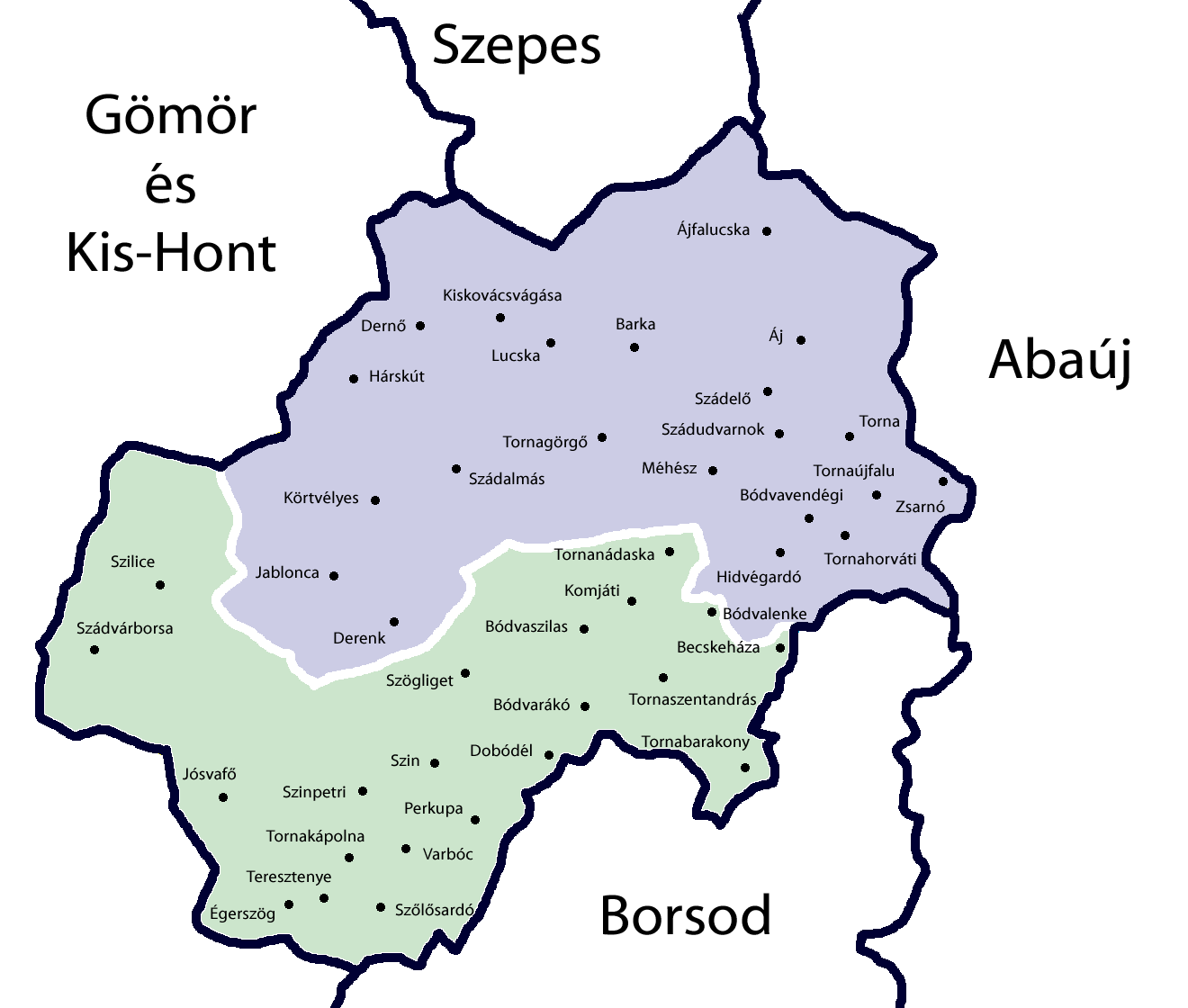
Torna im Jahr 1873
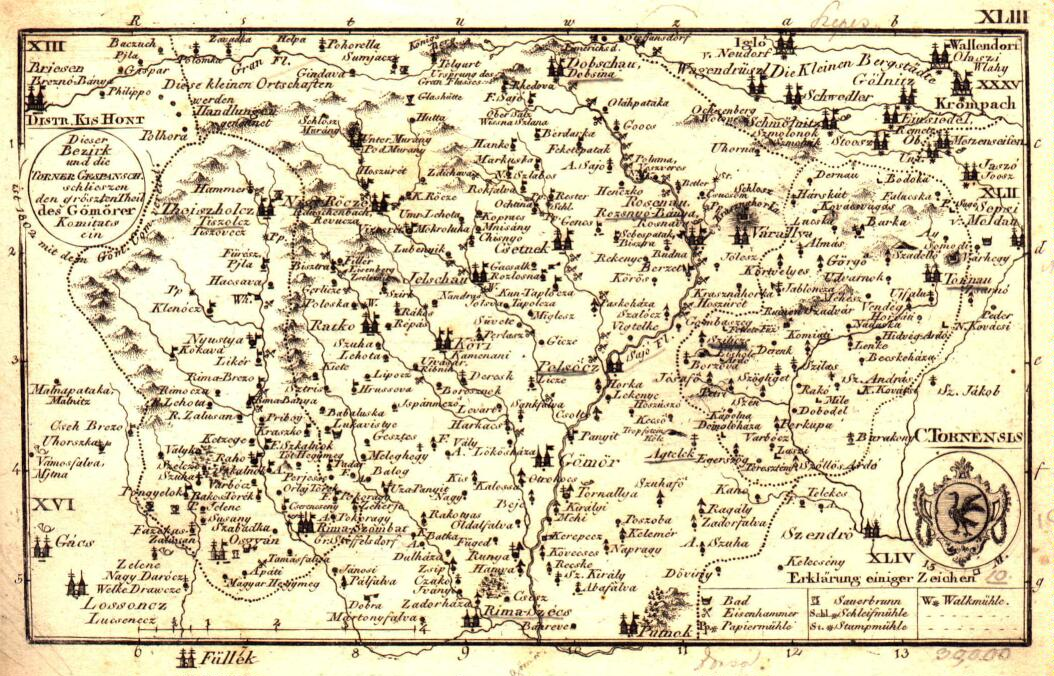
Karte von 1804